# هانا ماشکووا
هانا ماشکووا (چکی: Hana Mašková؛ ۲۶ سپتامبر ۱۹۴۹ – ۳۱ مارس ۱۹۷۲) اسکیت‌باز نمایشی اهل چکسلواکی بود.